# 사노 겐지로
사노 겐지로(일본어: 佐野研二郎, 1972년 7월 29일 ~ )는 일본의 디자이너이다.

## 생애
도쿄도 출신이며 다마 미술대학 미술학부 그래픽 디자인 학과를 졸업했다. 1996년에 광고회사인 하쿠호도에 입사했고 2008년에는 디자인 회사인 미스터_디자인(MR_DESIGN)을 설립했다.
2015년 7월 24일에는 2020년 도쿄 하계 올림픽·2020년 도쿄 하계 패럴림픽 조직위원회가 사노 겐지로의 엠블럼 디자인을 대회의 공식 엠블럼으로 선정했지만 그의 올림픽 엠블럼 디자인에 대한 표절 의혹이 제기되었다. 결국 2020년 도쿄 하계 올림픽·패럴림픽 조직위원회는 2015년 9월 1일에 공개된 공식 성명을 통해 사노 겐지로가 디자인한 문제의 엠블럼 사용을 중단하기로 결정했다.